# 왕하오 (타이베이시의원)
왕하오(중국어 정체자: 王浩, 병음: Wáng Hào, 한자음: 왕호, 1963년 4월 11일 ~ )는 타이완의 정치인, 제8~14대 타이베이시의원이다.